# Celsus (filosoof)
Celsus of Kelsos (Oudgrieks: Κέλσος) was een Grieks filosoof die rond 178 het Ware woord (Ἀληθὴς λόγος, Alèthès logos) schreef, een kritisch boek over het christelijk geloof. Dit boek zelf is niet bewaard gebleven, maar naar schatting is 60 tot 90 procent ervan bekend doordat Origenes stukken tekst 70 jaar later citeerde en parafraseerde in zijn bestrijding ervan, Contra Celsum (Tegen Celsus, 248).

## Leven
Over het leven van Celsus is weinig bekend. Het lijkt waarschijnlijk dat hij uit het oosten van het Romeinse Rijk afkomstig was aangezien hij goed op de hoogte was van de klassieke filosofie, het jodendom, de Egyptische mythologie en het christendom. Mogelijk kwam hij uit Alexandrië waar onder leiding van Clemens een school was opgericht die Jezus als de ware Logos verkondigde. Uit enkele passages blijkt dat hij zijn boek heeft geschreven ten tijde van de regering van de door hem bewonderde keizer-filosoof Marcus Aurelius.

## Filosofie
Celsus' eigen filosofie is eclectisch maar met duidelijk platonische trekken. Hij gaat uit van één opperwezen dat zich weinig met de wereld bemoeit. De verschillende volkeren hebben ieder hun eigen goden, die vooral een territoriaal karakter hebben. Er is dus geen reden om overal dezelfde godsdienst te hebben. De kritiek van Celsus op de christenen richt zich dan ook vooral tegen hun onverdraagzaamheid tegenover andere religies. Zo veroorzaken zij onrust in het Romeinse Rijk dat juist de rust zo nodig heeft.

## Werk
De titel van Celsus' werk kan worden vertaald als Ware leer, Waar woord, Waar verhaal. Ook Ware wijsheid is een optie, omdat Celsus de pre-christelijke wijsheid verdedigde. Dat hij niet voor sophia 'wijsheid' opteerde, komt dan omdat het woord logos geladen was door frequent gebruik ervan in de klassieke filosofie en toentertijd ook in het christelijke denken. Celsus bedoelde dat ware wijsheid niet was te vinden bij de christenen, maar bij de 'ouden', namelijk Romeinse en Griekse filosofen zoals Plato en Egyptische wijsheid. Celsus was bekend met het werk van Mattheüs, Lucas en Corinthiërs I en met het Marcionitische christendom en gnostische sekten. Het christendom vond hij niet origineel en zag hij als een vervalsing van het jodendom, en het jodendom als een vervalsing van Egyptische wijsheid. Uitgangspunt daarbij was de oude overtuiging dat nieuwigheden zoals het christendom niet waar kunnen zijn, en dat de ouden dichter bij de bron stonden.
Daarnaast vindt hij de christenen onbeschaafde en domme mensen die de vreemdste dingen geloven. Hoewel hij toegeeft dat enkelen succes hebben, zijn de meesten toch slaven en arme handwerkslieden net zoals hun leidsman die timmerman was. Jezus' moeder noemt hij een arme plattelandsvrouw, die haar brood verdiende door garen te spinnen. Zij zou door haar echtgenoot, die timmerman was, het huis uit zijn gezet toen ze wegens overspel was veroordeeld. Ze was zwanger geworden door een Romeinse soldaat met de naam Panthera. Toen ze rondzwierf baarde ze Jezus in het geheim. Vanwege zijn armoedige omstandigheden zou Jezus zichzelf in Egypte als werker hebben verhuurd. Daar leerde hij bepaalde magische vermogens. Trots op deze vermogens keerde hij terug en noemde zichzelf God.  Jezus zou lelijk en klein zijn geweest en zijn wonderen door tovenarij tot stand hebben gebracht. Jezus verzon het verhaal van zijn geboorte uit een maagd. Jezus hield volgens hem de joodse gebruiken in ere, zoals het tempeloffer. Hij zou slechts tien volgelingen hebben gehad, zeelieden en belastinginners, die hij zijn slechtste gewoonten aanleerde, waar onder bedelen en stelen. Dergelijke mensen zijn voor Celsus niet serieus te nemen. Het verhaal van zijn opstanding kwam, volgens Celsus, van een hysterische vrouw, het wensdenken van zijn volgelingen of een massale hallucinatie, met het doel indruk op anderen te maken en de kans te vergroten dat anderen bedelaars zouden worden. Zijn bijtende spot ontkracht zijn oproep aan de christenen om hun bijdrage te leveren aan de opbouw en instandhouding van het Romeinse Rijk.
Voor zijn bestrijding heeft Celsus gebruikgemaakt van de polemieken tussen joden en christenen. Zijn oordeel over de joden is echter nauwelijks positiever dan dat over de christenen.
Volgens Robert E. van der Voorst is Celsus' behandeling van Christus van weinig waarde voor ons begrip van de historische Jezus. Celsus' aanval op het christendom is vooral filosofisch en niet historisch van aard. Het ontbreken van de exacte woorden van zijn 'ware leer' beperken ook de waarde van Celsus' opmerkingen.

## Verwijzingen
- Stilus - Celsus
- Brand, M, Christenvervolging een Intellectuele Discussie: H5. Anti-christenlijke intellectuelen
- (en)  A True Discourse - Celsus (Early Second Century)

## Bron
- Origenes, Contra Celsum.
- Meyboom, Dr. H.U. Oud-Christelijke Geschriften in Nederlandsche vertaling, Origenes: Verweerschrift tegen Celsus: Boek I en II, Boek III en IV, Boek V en VI en Boek VII en VIII
- Winden, J.C.M. De ware wijsheid. Wegen van vroeg-christelijk denken. Baarn: Ambo, 1992, blz. 195-199.
- Robert E. Van Voorst (2000), Jesus Outside the New Testament, William B. Eerdmans Publishing Company, Michigan, p.64-68

- Biblioteca Nacional de España: XX1131395
- Bibliothèque nationale de France: cb11895733n (data)
- Catàleg d'autoritats de noms i títols de Catalunya: 981058511816406706
- Gemeinsame Normdatei: 118519883
- International Standard Name Identifier: 0000 0000 6851 1852
- Library of Congress Control Number: n50060680
- Nationale Bibliotheek van Tsjechië: uk2005272019
- Nationale bibliotheek van Australië: 49885973
- Nationale Bibliotheek van Israël: 987007299917205171
- Nationale en Universitaire bibliotheek Zagreb: 000539576
- Nederlandse Thesaurus van Auteursnamen: 069882517
- Réseau des bibliothèques de Suisse occidentale: 02-A000030225
- Istituto Centrale per il Catalogo Unico: RAVV012642
- LIBRIS: 272372
- SNAC: w6cp1qdk
- Système universitaire de documentation: 026774283
- Trove: 1507586
- Virtual International Authority File: 268390697
- WorldCat: E39PCjBkFBFPcJFyhdvQGt9Q7b